# Essex (velrybářská loď)
Essex byla americká velrybářská loď z Nantucketu (Massachusetts). Loď, jíž velel kapitán George Pollard, Jr., byla 26,7 metrů dlouhá, s tonáží 238 tun. Je všeobecně známá díky tomu, že byla napadena a potopena vorvaněm v Tichém oceánu v roce 1820. Tento incident inspiroval Hermana Melvilla v románu Bílá velryba (Moby-Dick, 1851).

## Plavba

Vlajka ostrova Nantucket zcela symbolicky zobrazuje bílého vorvaně, velrybářské náčiní a nekonečnou oceánskou modř.

Essex byla poměrně stará a na tehdejší poměry relativně malá velrybářská loď, která měla nálepku "šťastného plavidla". První plavbu absolvovala již v roce 1799. Před svou závěrečnou plavbou prošla rekonstrukcí. 12. srpna 1819 opustila loď pod velením George Pollarda (28 let), jemuž prvního důstojníka dělal Owen Chase (21 let), Nantucket. Oba spolu předtím podnikli úspěšnou plavbu. V plánu byla dvouapůlletá cesta do velrybářské oblasti západně od pobřeží Jižní Ameriky. Dva dny po vyplutí byla loď téměř potopena během bouřky. Došlo k poškození plachtoví, zničení dvou člunů (celkem jich loď měla 5), ale posádka se rozhodla pokračovat bez zásadního opravení škod. Loď minula v lednu 1820 Hornův mys a v říjnu 1820 doplula do lovecké oblasti. Nicméně zdejší moře bylo vylovené a tak se posádka na radu jiných velrybářů, které potkala, rozhodla pokračovat o asi 2500 námořních mil dále na západ do jižního Pacifiku.

## Útok velryby

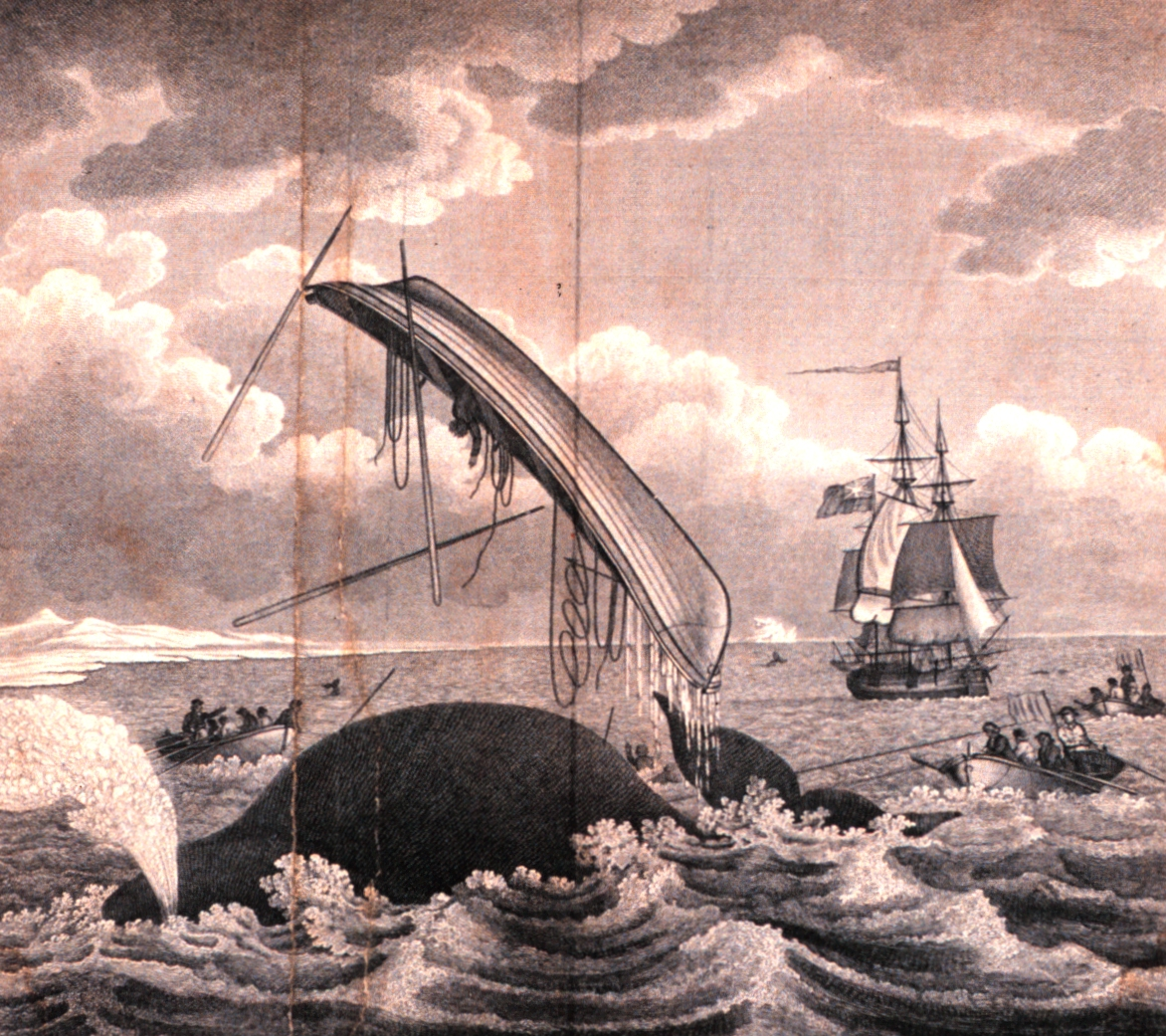
Nebezpečí velrybářství. Obrázek z roku 1820

20. listopadu 1820 vyslal kapitán tři velrybářské čluny pronásledovat stádo vorvaňů. Jeden člun byl těžce poškozen úderem ocasu jedné z velryb a musel se vrátit na opravu. Člun kapitána Pollarda harpunoval vorvaně a byl jím tažen pryč. Essex následoval kapitánův člun, když posádka zpozorovala velrybu mnohem větší, než bylo obvyklé (26 metrů), která se chovala podivně. Velryba ležela na hladině, hlavou směrem k lodi. Pak se najednou dala do pohybu, zrychlovala mělkým potápěním. Narazila hlavou do lodi a potom ji podplula a snažila se vynořit pod lodí, což ji rozkymácelo. Poté se vynořila na boku, hlavou směřovala na příď, ocas u zádi. Vypadalo to, že je v bezvědomí. Námořníci se chystali vorvaně harpunovat, ale hrozilo nebezpečí poškození kormidla, tak od toho upustili. Velryba se následně probrala a odplula několik set metrů před loď a pak se otočila hlavou proti přídi. Co následovalo, popsal později první důstojník Owen Chase: "Rozhlédl jsem se a uviděl jsem ho přímo před námi asi sto tyčí (v originále "rods", cca 500 metrů) daleko. Vorvaň plul směrem k nám dvojnásobnou rychlostí, než bylo běžné, a vypadalo to, jako by byl rozzuřený a chtivý pomsty. Kolem něj se čeřila voda, jak zuřivě máchal ocasní ploutví. Jeho hlava vyčuhovala napůl z vody. A takto do nás znovu narazil."
Velryba prorazila příď, loď začala rychle nabírat vodu a potápět se. Posádka se vměstnala do jediného zbývajícího člunu. Vorvaň mezitím odplul a již ho nikdo víc nespatřil.

## Boj o přežití

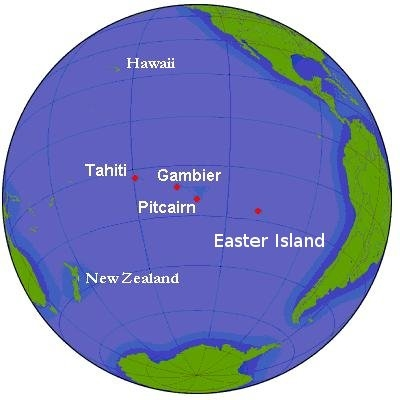
Poloha Pitcairnových ostrovů, čili i ostrova Henderson, vůči okolním pacifickým ostrovům.

Loď se potopila 2000 námořních mil (3700 km) západně od Jižní Ameriky. Posádka strávila dva dny shromažďováním zásob z trosek lodi. Poté se všech 21 námořníků ve třech malých člunech vydalo na cestu se zcela nedostatečnými zásobami jídla a pitné vody. Nejbližší známé ostrovy – Markézy – byly vzdálené 1200 mil (1900 km) západním směrem a kapitán Pollard měl v úmyslu plout směrem k nim. Nicméně posádka vedená Owenem Chasem se obávala, že ostrovy mohou být obydleny kanibaly, a rozhodla plout směrem k pobřeží Jižní Ameriky. Čluny však nemohly plout proti větru, a proto nejprve zamířily na jih (1000 mil) a teprve pak se měly otočit na východ. Pobřeží Jižní Ameriky odtud bylo nicméně dalších 3000 mil (4800 km) vzdálené.
Doslova hodiny předtím, než by posádka začala umírat žízní, narazily čluny na neobydlený ostrov Henderson, který je v současnosti součástí britských Pitcairnových ostrovů. Zde našli velrybáři malý pramen sladké vody. Získali zde rovněž jídlo v podobě ptáků, krabů, ryb a rostlin. Nicméně během jednoho týdne ostrůvek prakticky vyjedli. 26. prosince 1820 se rozhodli, že místo opustí, neboť jim hrozilo hladovění. Tři muži – William Wright, Seth Weeks a Thomas Chapple (jediní z bělošských členů posádky, kteří nebyli původem z Nantucketu) – se rozhodli na ostrově zůstat. Zbytek odplul 31. prosince. Během tří dnů však muži na člunech snědli jídlo, které shromáždili na ostrově a začali hladovět.

### Chaseův člun
10. ledna 1821 zemřel Matthew Joy a následujícího dne se člun vezoucí Owena Chase, Richarda Petersona, Isaaca Colea, Benjamina Lawrence a Thomase Nickersona oddělil během bouře od ostatních. Peterson zemřel 18. ledna a podobně jako Joy byl zašit do oblečení a pohřben shozem do moře. 8. února zemřel Isaac Cole, ale posádka po debatě rozhodla jeho tělo neházet do moře, ale sníst. Do 15. února zbývajícím třem jídlo znovu došlo. 18. února – 90 dní po potopení Essexu – je zachránila britská velrybářská loď Indian.

### Zbylé dva čluny
Posádka člunu Obeda Hendricka vyčerpala své zásoby jídla 14. ledna a Pollardovi muži o týden později. Lawson Thomas zemřel 20. ledna a posádka se rozhodla, že není jiná možnost, než si jeho tělo ponechat na jídlo. Do 28. ledna zemřeli další tři muži. Toho samého dne se oddělil člun Obeda Hendricka s dvěma muži a nikdo je již víckrát nespatřil. 1. února znovu došlo jídlo a situace v kapitánově člunu se stala kritickou. Muži podstoupili los o to, kdo bude obětován v zájmu posádky. Černý puntík si vytáhl 17letý mladík Owen Coffin, Pollardův bratranec, kterého kapitán přísahal chránit. Pollard se nabídl, že mladíka zastoupí, ale Coffin údajně odpověděl "ne, mně se líbí můj los jako kterýkoli jiný." Losovalo se ještě jednou, aby se určil ten, kdo Coffina zabije. Černý puntík si vytáhl jeho kamarád Charles Ramsdell. Ramsdell Coffina zastřelil a jeho tělo námořníci snědli. 11. února zemřel Brazillai Ray a po zbytek cesty se dva poslední členové posádky živili ohlodáváním kostí Coffina a Raye. Byli zachráněni nantucketskou lodí Dauphin téměř na dohled břehů Jižní Ameriky 23. února 1821. Oba muži byli tak vyčerpaní, že si ani nevšimli lodě, která k nim připlula, a zachránců se naprosto zděsili.

## Záchrana
Pollard, Chase, Ramsdell, Lawrence a Nickerson se znovu shledali v přístavu Valparaíso, kde informovali místní úřady o jejich třech druzích zanechaných na ostrově Henderson. Loď, která plula přes Tichý oceán, dostala za úkol muže najít. Námořníci byli na pokraji smrti, ale podařilo se je zachránit. Stalo se tak 5. dubna 1821. Všech osm zachráněných mužů se vrátilo na Nantucket a během několika měsíců znovu vypluli na moře. Herman Melville později prohlásil, že by se zachránili všichni, kdyby pluli na západ, jak radil kapitán Pollard.

## Následné události

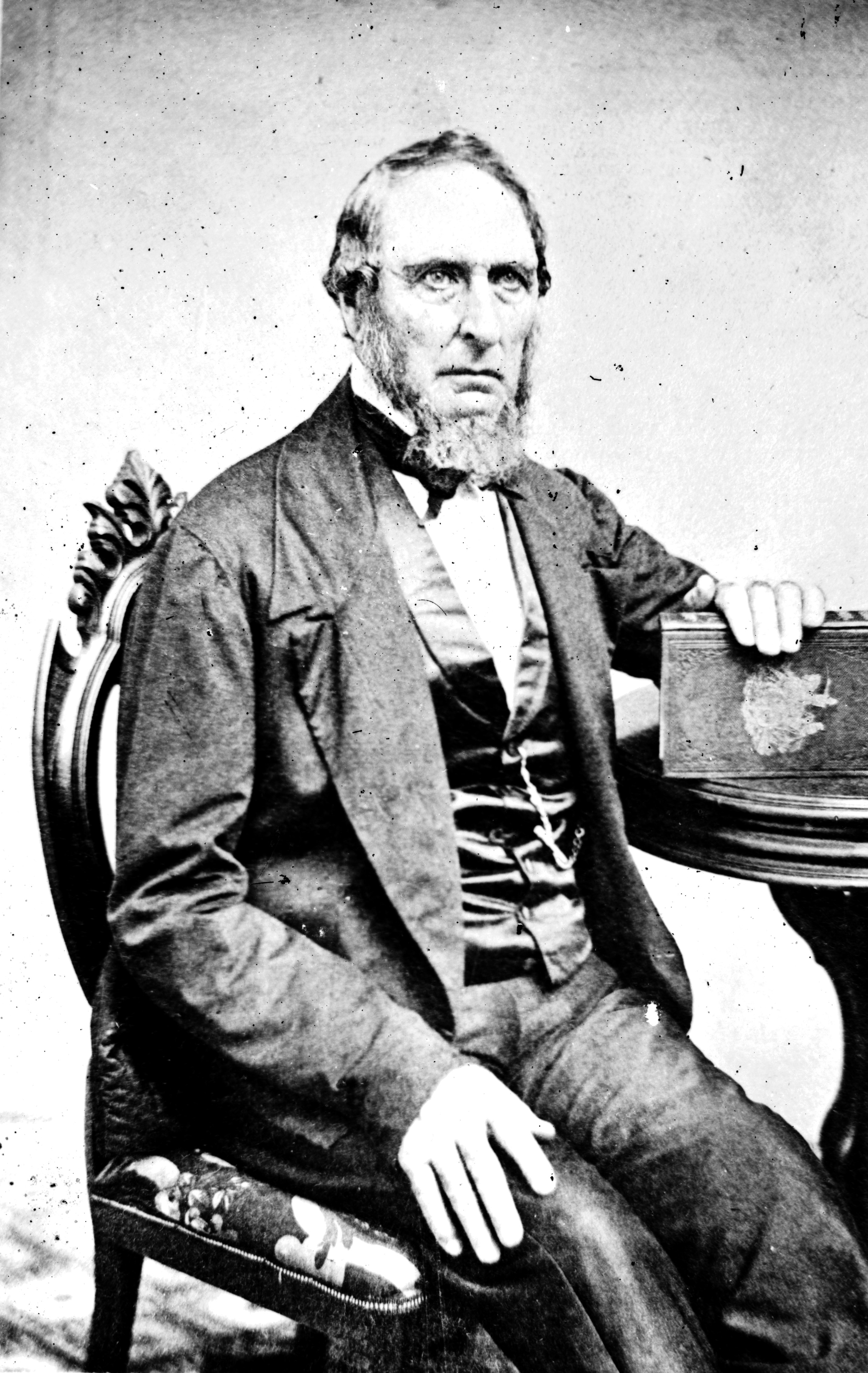
Owen Chase v pokročilém věku

Kapitán George Pollard se vrátil na moře jako kapitán lodi Two Brothers, loď však ztroskotala při první plavbě. Později se stal nočním hlídačem v Nantucketu. Každého 20. listopadu se zavíral ve svém pokoji a postil se na počest mužů z Essexu.
První důstojník Owen Chase napsal o celé události svědectví nazvané Narrative of the Most Extraordinary and Distressing Shipwreck of the Whale-Ship Essex (Vyprávění o nejpozoruhodnějším a nejúděsnějším ztroskotání velrybářské lodi Essex). Tato knížka byla jedním ze zdrojů pro Melvillovu Bílou velrybu. Chase postupně ovládly noční můry a hrozné bolesti hlavy. Později začal schovávat jídlo na půdě svého domu a nakonec byl zavřen do ústavu pro duševně choré.
Plavčík Thomas Nickerson se stal kapitánem obchodního loďstva a později napsal zprávu o událostech nazvanou The Loss of the Ship "Essex" Sunk by a Whale and the Ordeal of the Crew in Open Boats (Ztráta lodi Essex potopené velrybou a utrpení posádky v otevřených člunech), která však byla publikována až roku 1984.
Ostatní přeživší se vesměs také stali kapitány nebo členy posádky různých lodí. O osudech dvou z nich chybí přesné informace. Většina z nich napsala svou vlastní verzi příběhu o ztroskotání. Často se od sebe dosti liší, především co se týče chování přeživších.

## Dědictví
Příběh o potopení Essexu se jako mladík dozvěděl Herman Melville. Když sloužil na velrybářské lodi Acushnet, setkal se Chaseovým synem, který byl členem posádky jiné lodi. Obě lodě se potkaly jen asi 100 mil od místa, kde se Essex potopil. Chase zapůjčil zápisky svého otce Melvillovi, který si je přečetl ještě na moři a uchvátilo ho, jak mohla být velryba schopná takového činu. Později se Melville setkal s Pollardem a do své vlastní kopie Chasova vyprávění si napsal: "Setkal jsem se s kapitánem Pollardem na Nantucketu. Pro většinu ostrovanů nikdo. Pro mě jeden z nejúžasnějších lidí, jaké jsem kdy potkal". V té době psal svého Moby-Dicka, bílou velrybu, jež je schopna podobných činů jako ta, jíž potkali námořníci Essexu.
In the Heart of the Sea: The Tragedy of the Whaleship Essex od Nathaniela Philbricka je knihou, která získala cenu National Book Award. Vypráví celý příběh především pomoci zpráv Nickersona a Chase.
Události inspirovaly skupinu Mountain pro jejich album Nantucket Sleighride z roku 1971.
Příběh byl rovněž použit ve 3. epizodě série BBC Jižní Pacifik s názvem "Nekonečná modř" z roku 2009, aby ukázal obtížnost přežití v těchto končinách pro člověka.
Podle Philbrickovy knihy byl natočen stejnojmenný film V srdci moře (In the Heart of the Sea, 2015). Režie se ujal Ron Howard, hudbu složil Roque Baños.
Příběh je také inspirací k epizodě seriálu Futurama s názvem Möbius Dick.

## Zajímavosti
Nelze úplně vyloučit, že za potopením lodi stojí legendární vorvaň Mocha Dick, jenž byl předobrazem Bílé velryby, a který v první polovině 19. století ohrožoval posádky lodí v Atlantiku a Pacifiku. Nicméně žádný z očitých svědků nepopsal útočícího samce jako zbarveného doběla, což byl právě Mocha Dickův poznávací „znak“.